# Infurcitinea albulella
Infurcitinea albulella är en fjärilsart som beskrevs av Hans Rebel 1935. Infurcitinea albulella ingår i släktet Infurcitinea och familjen äkta malar.
Artens utbredningsområde är Spanien. Inga underarter finns listade i Catalogue of Life.